# 진보적 민주주의
진보적 민주주의(영어: Progressive democracy, 進步的 民主主義)는 고전적 민주주의와 같은, 자유민주주의의 한계를 넘어서, 대중 계층이 폭넓게 경제, 정치에 참여할 수 있는 기회를 주자는 이론이며, 자본주의 체제 내의 불평등 문제를 적극적으로 해결해야 한다는 입장의 민주주의이다. 1910년대 중반에서 1930년대 후반까지 전 세계적으로 퍼진 민주주의 이론이었다. 

## 개요
1909년, 허버트 크롤리가 '미국식 삶의 약속'이라는 자신의 저서에서 경제민주주의 담론과 산업노동자의 개별적 의식 성장으로 인한 경제 구조의 탈권위화 가능성에 대해서 논했다. 경제민주주의, 사회구조적 탈권위화, 직접민주적 요소의 도입 가능성에 대한 토론이 활발히 진행되면서, 허버트 크롤리는 자신이 주장했던 것들로 하여금 좀더 체계화 된, 새로운 민주주의 탄생을 위하여 1915년 '진보적 민주주의'라는 저서를 낸 다음, 진보적 민주주의라는 용어를 미국 사회에 처음으로 고착화시켰다. 이러한 진보적 민주주의 사상은 시어도어 루즈벨트 대통령의 정책에 큰 영향을 주었으며, 시어도어 루즈벨트는 진보적 민주주의 사상을 토대로 1912년 대선 때, '신민족주의 구호'라는 10개의 사회 개혁 구호와, 3개의 정치 개혁 구호를 내세웠다. 그 내용은 다음과 같다.
- 사회 개혁 구호
  - 국민 건강 보험을 포함한 모든 종류의 정부 주도 의료 복지 시스템 확충
  - 사회 보험 시스템의 확립과 실업자와 장애인에 대한 사회적 배당 시스템 확충
  - 사측의 부당한 행태에 맞써는 노동자들의 파업 및 노동쟁의에 대한 권리를 보장
  - 여성을 위한 최저임금법 시행
  - 주 8시간 노동제 시행
  - 연방 증권위원회 설립
  - 농업 시스템 개혁
  - 산재보상에 관련된 법 시행
  - 상속세 도입
  - 연방 소득세에 관한 헌법 개정
- 정치 개혁 구호
  - 여성 참정권 확대
  - 상원의원 직접선거제 확립
  - 예비선거제 도입

### 사회민주주의와 비교
몇몇 학자들은 진보적 민주주의와 사회민주주의의 이념이 거의 같다고 주장한다. 자본주의 체제를 유지하면서 높은 누진세를 채택하거나, 제국주의에 대한 비판을 크게 하지 않는다라는 것과, 자국민에 대한 복지와 공동체주의의 중요성을 강조한 것들을 예로 들 수 있다. 하지만 사회민주주의의 발전 과정은 진보적 민주주의와 다르다. 사회민주주의는 그 이념 자체가 마르크스주의를 기원으로 한다. 마르크스주의가 정통 마르크스주의 분파랑 수정 마르크스주의 분파랑 대립하고, 제2인터내셔널 붕괴 후 수정 마르크스주의의 통일체가 사회민주주의가 된 반면, 진보적 민주주의는 미국식 자유민주주의의 단점을 보완하기 위해 만들어진, 마르크스주의와는 관계가 없는 이념이다. 또한, 국가주의적 정책을 긍정하는 사회민주주의와 달리, 지방 분권화, 시민 공동체 등, 정치권력의 집중화를 분산시키려는 시도를 했다는 점과, 문화 이론(예를 들면, 성소수자에 대한 권리 확대, 세속주의, 인종차별 철폐 등)도 집중적으로 발전되었다는 점에서 사회민주주의와는 차이점을 보인다.
또한, 자본주의의 단점을 온건적으로 보완하여, 자본주의, 사회주의가 적절히 배합된 체제를 만드려는 사회민주주의의 궁극적 목적과 달리, 진보적 민주주의는 당시 미국식 민주주의 제도 내에서 정치에 직접적으로 참여할 수 없었던(투표 기간을 제외하고는) 미국 시민 계층의 입장을 대변하여, 절대다수 대중 계층이 정치에 직접적으로 관여할 수 있는 방법을 고안하면서 탄생된 것이고, 사회주의의 부산물인 동시에 자본주의 체제 자체의 영구적 개량을 목표로 하는 사회민주주의와 달리, 자본주의의 성격을 인정하고, 해당 체제에서 점진적인 영속적 발전을 이루겠다는 점에서 그 성격도 미세하게 다르다.

### 한국의 진보적 민주주의
한국에선 서양의 진보적 민주주의와 매우 다른 양상으로 발전됐다. 대한민국 임시정부는 서양에서 행해진 기존 자유민주주의 체제의 단점을 보완하기 위해 사상가인 안재홍, 조소앙 등의 '신국가건설론'을 주요 골자로 하여 오늘날의 민주사회주의와 같은 양상인 '진보적 민주주의'를 주장한 헌법을 내세웠다. 때때로 삼균주의라고도 불리는 이 진보적 민주주의는 해방을 이룬 후 대한민국이 실행해야 할 여러 가지 정책에 대한 근간이 되었으며, 그 내용은 토지 국유화, 무상교육, 무상의료, 노동권 보장, 혼합 경제, 실질적 평등 보장, 인민의 참정권 확대 등이 있다. 해방정국, 이남에서는 진보적 민주주의에 맞는 교육에 대해서, 좌우 상관없이 연구하기도 했으며, 보통 '자유민주주의'의 단점을 보완한 발전된 민주주의라는 뜻으로 많이 통용됐다. 
대표적으로 한국에선 통합진보당이 진보적 민주주의를 표방했다.

## 비판
당시 미국의 우익들에게 '진보라는 이름을 쓴 사회주의'라고 비판받았으며, 이론이 현실성 없다는 지적을 받았다. 몇몇 자유지상주의자들에게는 전체주의라고 비판받았다. 그러나, 오늘날에 대중 소통을 첨단화할 수 있는 여러 가지 과학기술이 발달한 지금 시점에서는 또 다른 내용이 될 수 있다.

## 관련 서적
- 허버트 크롤리 저 《진보적 민주주의》
- 허버트 크롤리 저 《미국식 삶의 약속》